# أنتوني كليفورد أليسون
أنتوني كليفورد أليسون (بالإنجليزية: Anthony Clifford Allison)‏ هو عالم وراثة جنوب أفريقي، ولد في 21 أغسطس 1925 في إيست لندن في جنوب أفريقيا، وتوفي في 20 فبراير 2014 في بيلمونت في الولايات المتحدة.